# Aralia cordata
Aralia cordata es una especie de planta herbácea perenne perteneciente a la familia de las araliáceas. Es originaria de Japón, Corea y China oriental. Es conocida como Udo (japonés: 独活). Comúnmente se encuentra en las laderas boscosas en los terraplenes.

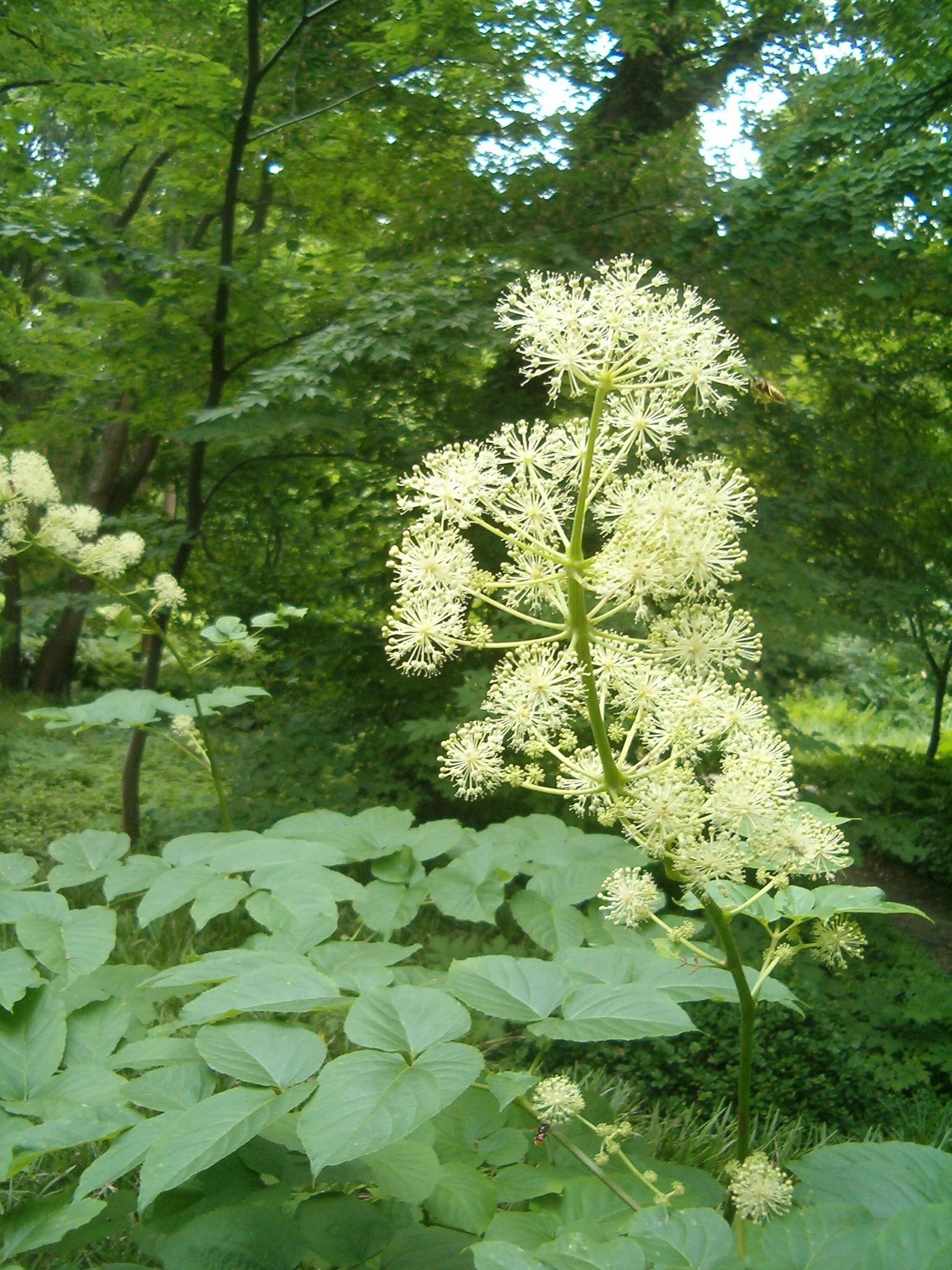
Planta en flor

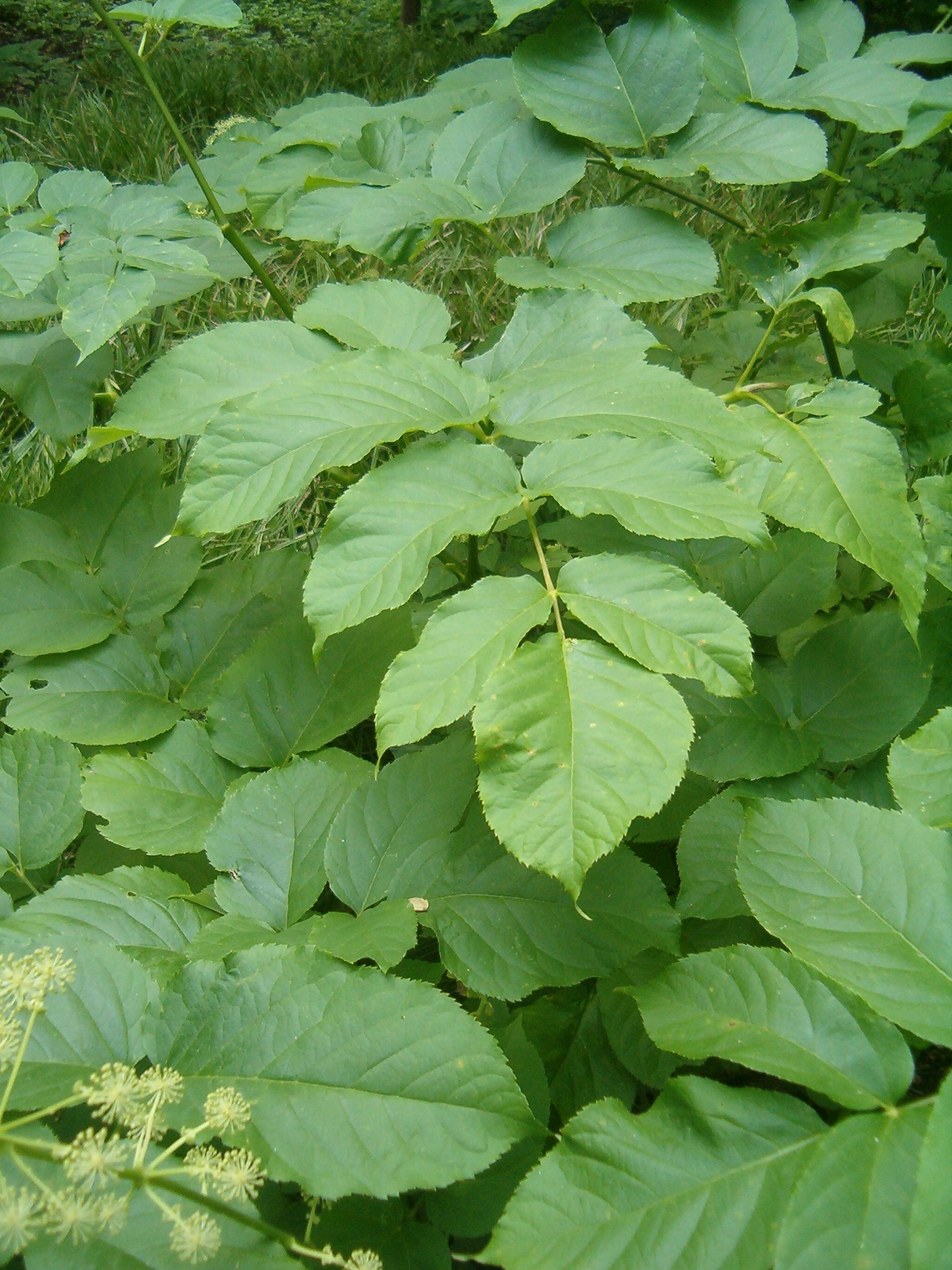
Hojas

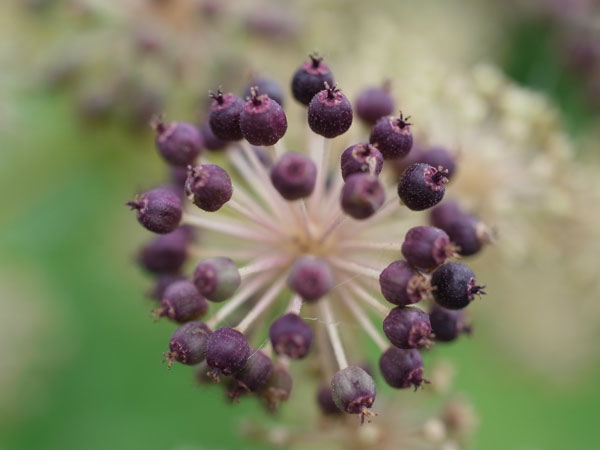
Fruto

## Descripción
Es una planta herbácea erecta que alcanza los 2 - 3 m de altura. Las hojas son alternas, grandes, y  doble a triple pinnadas con folíolos de 7-15 cm de largo y 5-10 cm de ancho.  Las flores se producen en grandes umbela de 30-45 cm de diámetro, a finales del verano, la flor es pequeña y de color blanco.  El fruto es una pequeña drupa de color negro con 3 mm de diámetro.

## Usos medicinales
El tallo se puede comer y algunas veces hervido se sirve  en sopa de miso. Las raíces se utilizan  para los medicamentos a base de hierbas.
A pesar de su tamaño, no es una planta leñosa, como lo demuestra el dicho popular Udo no taiboku (japonés: 独活の大木), literalmente,  "gran árbol de udo", y que significa "inútil", en referencia a que solo se comen los brotes tiernos de la planta).
Se confunde a menudo con Angelica pubescens, de la familia Apiaceae.

## Propiedades
La raíz se usa en China como un sustituto del ginseng (Panax). Se dice que es analgésico, antiinflamatorio, carminativo, diurético, febrífugo, estimulante, estomacal y tónico. La raíz contiene un aceite esencial, saponinas, sesquiterpenos y ácido diterpeno.  Se utiliza en Corea para tratar el resfriado común y la migraña.

## Taxonomía
Aralia cordata fue descrita por Carl Peter Thunberg y publicado en Flora Japonica, . . . 127. 1784.
Etimología
Aralia: nombre genérico que deriva de la latinización de la antigua palabra franco-canadiense o india americana aralie.
cordata: epíteto latino que significa "en forma de corazón".
Variedades
- Aralia cordata var. cordata
- Aralia cordata var. sachalinensis (Regel) Nakai, J. Arnold Arbor. 5: 29 (1924)

Sinónimos
- Aralia edulis Siebold & Zucc.[5]

var. cordata
- Aralia nudicaulis Blume
- Aralia nutans Franch. & Sav.
- Aralia taiwaniana Y.C.Liu & F.Y.Lu
- Dimorphanthus edulis (Siebold & Zucc.) Miq.

var. sachalinensis (Regel) Nakai
- Aralia racemosa f. sachalinensis (Regel) Regel ex Voss
- Aralia racemosa var. sachalinensis Regel
- Aralia sachaliensis (Regel) Voss
- Aralia schmidtii Pojark.[6]